# De martelaren van de apartheid
De martelaren van de apartheid is een spionageroman van auteur Gérard de Villiers en is het 115e deel uit de S.A.S.-reeks met als protagonist de Oostenrijkse prins en freelance CIA-agent Malko Linge.

## Het verhaal
Malko is door de CIA naar Zuid-Afrika gestuurd met een dubbele opdracht. De eerste opdracht betreft het toezien op een correct verloop van de aanstaande presidentsverkiezingen, de eerste na afschaffing van de apartheid en de tweede opdracht is het voorkomen van een moordaanslag op de leider van het ANC: Nelson Mandela. Zuid-Afrika dreigt verzeild te raken in een geweldspiraal tussen blanke Afrikaners en zwarte Zuid-Afrikanen en waardoor het land mogelijk uit een scheurt in een "blank" en "zwart" Zuid-Afrika. Een goed verloop van de presidentsverkiezingen kan deze scheuring voorkomen. Maar koud in Zuid-Afrika aangekomen ontsnapt Malko ternauwernood aan een lynchpartij door Zoeloes en de Afrikaners beramen een aanslag op Nelson Mandela.

## Personages
- Malko Linge, Oostenrijkse prins en CIA-agent

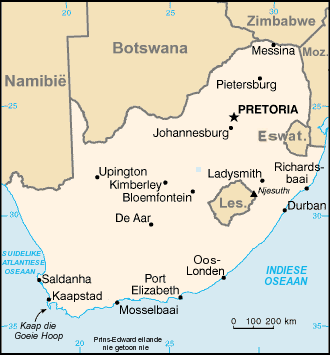
Kaart van Zuid-Afrika.